# Golfe de Corée
Le golfe de Corée, baie de Corée ou baie de Corée occidentale pour la distinguer de la baie de Corée orientale, est un golfe situé au nord de la mer Jaune.

## Géographie
Le golfe de Corée borde la façade occidentale de la Corée du Nord et les péninsules chinoises de Liaodong au nord-ouest, qui le sépare de la mer de Bohai, du Shandong au sud-ouest, et de Hwanghae du Sud au sud-est.
La rivière Yalou (en chinois) ou Ammok (en coréen) qui marque la frontière entre la Chine et la Corée du Nord se jette dans le golfe de Corée entre les villes chinoise de Dandong et nord-coréenne de Sinuiju.